# Martin Boquist
Sven Martin Boquist (født 2. februar 1977 i Göteborg) er en svensk håndboldtræner og tidligere håndboldspiller. Han har siden 2016 været assisterende landstræner for det svenske herrelandshold.
Boquist begyndte karrieren i HP Warta, men fik for alvor sit gennembrud hos Redbergslids IK, hvor han spillede 1998–2003. Med Redbergslid blev han svensk mester tre gange, og han blev valgt som ligaens bedste spiller i 2002 og 2003, foruden at være topscorer i flere sæsoner. 
I 2003 skiftede hna til THW Kiel, hvor han dog havde svært ved at få tilstrækkeligt med spilletid, hvorfor han i 2005 skiftede til FC København. Da klubben blev reorganiseret i 2010, valgte Boquist at vende tilbage til Sverige, hvor han blev spillende træner i VästeråsIrsta HF. I 2013 indstillede han sin aktive karriere og fortsatte som træner i klubben. I 2015 blev han træner i Ricoh HK, inden han i 2017 blev hentet ind som assisterende landstræner.
Boqvist spillede 217 A-landskampe for det svenske landshold og scorede 493 mål. Han deltog blandt andet ved OL i Sydney i 2000 samt VM i 2001, hvor det svenske hold i begge tilfælde vandt sølv. Han var også med til at vinde EM-guld i 1998 og 2002.